# Ґабор Ґал
Ґабор Ґал (словац. Gábor Gál; *22 листопада 1974, Шаля) — міністр юстиції Словаччини, депутат Національної ради Словацької Республіки (NR SR). На виборах до Національної ради в березні 2012 року був 5-м у списку кандидатів партії MOST-HÍD.

## Професійна кар'єра
Закінчив юридичний факультет Університету Коменського в Братиславі. З 1995 року працює юристом. У 2008-2009 роках член ради директорів лікарні св. Луки в місті Галанта.

### Справа Гедвіги Малінови
12 вересня 2006 року Габор Гал повідомив, що захищатиме як адвокат Гедвігу Малінову, яка стала жертвою нападу в Нітрі. Втім, за два дні, 14 вересня 2006 оголосив про відмову від її захисту.

## Політична кар'єра

### Національний рівень
Ґабор Ґал був обраний депутатом Парламенту Словаччини на виборах 2002—2006 років від SMK і став членом Комітету з мандатів і імунітету NR SR і Конституційного комітету NR SR. Після виборів 2006 року депутат від SMK-MKP. Був головою Комітету NR SR за несумісність функцій та членом Конституційної комісії NR SR. 7 червня 2009 року разом з іншими колишніми членами SMK-MKP заснував політичну партію MOST-HÍD. 12 червня 2010 року був переобраний до Національної ради. Голова Комітету з мандатів та імунітету NR SR, повірений NR SR з оборони та безпеки і член Постійної делегації NR SR при Парламентській асамблеї НАТО.
19 березня 2018 року прем'єр-міністр Петер Пеллегріні погодився з пропозицією Бели Бугара призначити Ґала міністром юстиції. 22 березня Ґабор Ґал вступив на посаду і визначив пріоритетами питання поліцейської інспекції, виборів президента поліції, правил обрання суддів Конституційного суду, вирішення старих виконань та проєкту реєстру підприємств.

### Регіональний рівень
2009 року на виборах до органів влади самоврядних країв був кандидатом на посаду голови Трнавського краю від партії MOST-HÍD, але зайняв друге місце (17,69 %) після Тібора Мікуша.

### Комунальний рівень
У 1994-1999 роках був членом муніципальної ради Велька Мача.